# Chris Walker

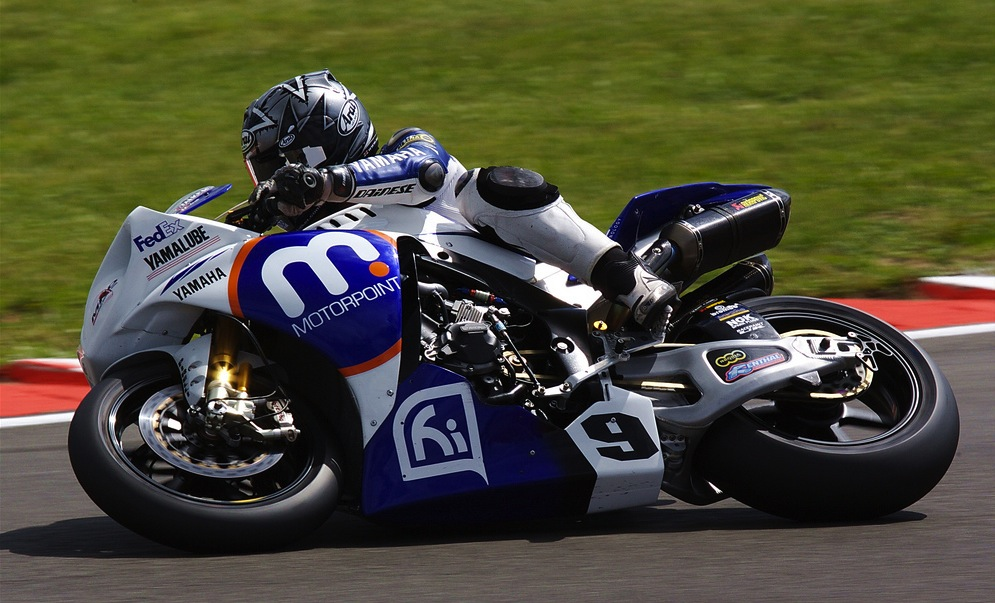
Chris Walker op het Snetterton Motor Racing Circuit in 2009.

Christopher John Walker (Nottingham, 25 maart 1972) is een Brits motorcoureur.

## Carrière
Walker begon zijn motorsportcarrière in de motorcross, voordat hij in 1993 overstapte naar de wegrace. In 1995 maakte hij zijn debuut in het wereldkampioenschap wegrace toen hij in zijn thuisrace deelnam aan de 250 cc-race op een Honda, waarin hij op plaats 21 eindigde. In hetzelfde weekend kwam hij ook uit in de 500 cc-klasse op een Harris Yamaha als vervanger van Jim Filice en finishte hierin als vijftiende, waardoor hij een kampioenschapspunt scoorde. In de daaropvolgende race in Tsjechië reed hij ook in de 500 cc en werd hij achttiende. Dat seizoen debuteerde hij ook in het Brits kampioenschap superbike als vervanger van de geblesseerde Steve Hislop.
In 1996 reed Walker een volledig seizoen in het Brits kampioenschap superbike en behaalde hierin zijn eerste podiumplaats op het Snetterton Motor Racing Circuit, waardoor hij tiende werd in het klassement. Dat jaar reed hij ook zes races in het WK 500 cc op een ELF 500 als permanente vervanger van Adrian Bosshard. Hij behaalde twee punten met vijftiende plaatsen in Oostenrijk en Catalonië. In 1997 won hij zijn eerste races in het Brits kampioenschap superbike op een Yamaha; hij behaalde drie overwinningen op Oulton Park, Snetterton en Donington Park. Met 345 punten werd hij achter zijn teamgenoot Niall Mackenzie tweede in de eindstand. Verder debuteerde hij dat jaar in het wereldkampioenschap superbike op een Yamaha als vervanger van de geblesseerde Colin Edwards in de tweede helft van het seizoen. Twee negende plaatsen in Spielberg en Assen waren hierin zijn beste resultaten.
In 1998 stapte Walker binnen het Brits kampioenschap superbike over naar een Kawasaki. Hij won de seizoensopener op Brands Hatch, voordat het duidelijk werd dat het Yamaha-team dat hij verliet de grootste kanshebber was voor de titel. Desondanks won hij nog vier races op Mallory Park, Cadwell Park (tweemaal) en Donington Park. Met 360 punten werd hij wederom tweede in het kampioenschap achter Mackenzie, met 360 punten. Verder keerde hij dat jaar terug in het WK superbike als wildcardcoureur tijdens de races in Donington, waarin hij elfde en twaalfde werd. In 1999 won hij drie races in het Brits kampioenschap op Cadwell, Brands Hatch en Donington, en werd zo met 366 punten tweede in de eindstand, ditmaal achter Troy Bayliss. Verder reed hij dat jaar drie weekenden in het WK superbike als wildcardcoureur, waarin een vierde plaats op Donington zijn beste resultaat was.
In 2000 stapte Walker binnen het Brits kampioenschap superbike over naar een Suzuki en kwam hij dicht bij de titel. Hij won negen races op Donington, Snetterton, Silverstone, Oulton, het Knockhill Racing Circuit (tweemaal), Cadwell, Mallory en Brands Hatch. Voorafgaand aan de laatste race van het seizoen op Donington Park leidde hij het kampioenschap en leek hij op weg naar een vierde plaats in de race, maar met drie ronden te gaan begaf zijn motor het. Hierdoor kon Neil Hodgson hem in de tussenstand inhalen en eindigde Walker als tweede met 414 punten, acht minder dan Hodgson. Dat jaar reed hij wederom in drie raceweekenden van het WK superbike, waarin hij drie podiumplaatsen behaalde.
In 2001 keerde Walker terug naar de 500 cc-klasse van het WK wegrace, waarin hij op een Honda uitkwam. Hij kon echter moeilijk omgaan met deze motorfiets, waardoor hij veel ongelukken meemaakte. In de races was een twaalfde plaats in Frankrijk zijn beste klassering, maar na de achtste race in Groot-Brittannië werd hij bij het team vervangen door Brendan Clarke. In 2002 reed hij zijn eerste volledige seizoen in het WK superbike op een Kawasaki. Een vierde plaats op Silverstone was zijn beste resultaat en hij werd met 152 punten negende in het kampioenschap. In 2003 stapte hij over naar een Ducati en behaalde hierop zes podiumplaatsen, waaronder in beide races in het laatste weekend op Magny-Cours. Met 234 punten werd hij zesde in het klassement.
In 2004 stapte Walker over naar een Petronas. Hij behaalde zijn enige podiumfinish van het jaar in de seizoensopener op Phillip Island, waardoor hij met 128 punten elfde werd in de eindstand. In 2005 keerde hij terug naar Kawasaki. Hij was de enige coureur die met deze motor een podiumplaats kon behalen; in Valencia werd hij derde in de tweede race. Met 160 punten werd hij zevende en was hij tevens de beste Kawasaki-coureur in de eindstand. In 2006 behaalde hij in een regenachtige race op Assen zijn eerste en enige overwinning in het klassement. Na de eerste bocht lag hij op de laatste plaats omdat hij in het gras terechtkwam. Hij kon echter goed omgaan met de omstandigheden en hij kwam uiteindelijk als eerste over de finish in een race met veel uitvallers. Met 158 punten werd hij dat jaar negende in het kampioenschap.

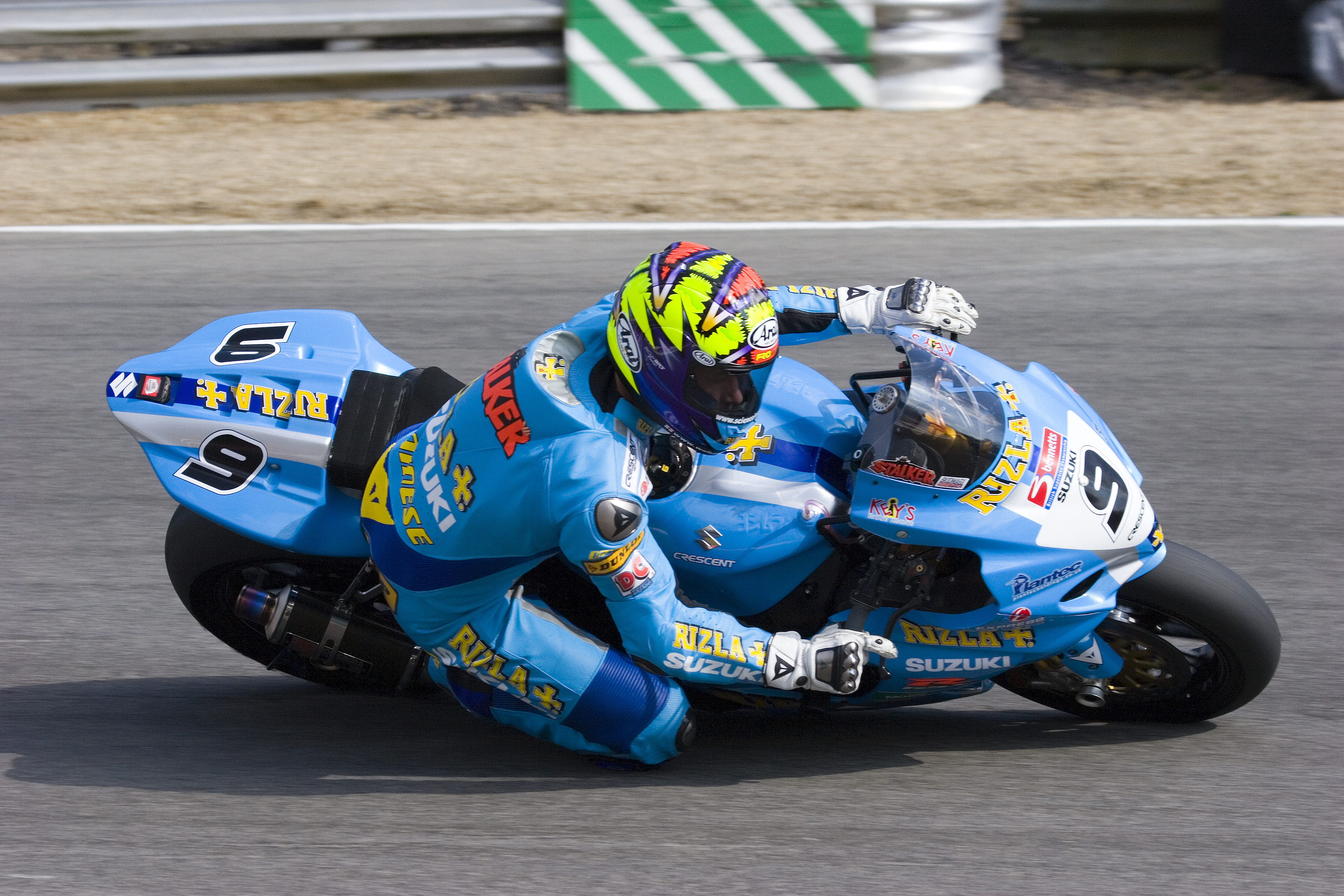
Chris Walker op Brands Hatch in 2007.

Ondanks zijn prestaties in het WK superbike kreeg Walker geen nieuw contract in de klasse. Hierop keerde hij terug in het Brits kampioenschap superbike, waarin hij op een Suzuki reed. Hij behaalde twee podiumplaatsen op Silverstone en Oulton Park en hij werd met 225 punten zevende in de eindstand. In 2008 debuteerde hij in het wereldkampioenschap Supersport, waarin hij op een Kawasaki reed. In de eerste acht races van het jaar waren drie negende plaatsen in Losail, Valencia en Nürburg zijn beste klasseringen. Omdat de motorfiets niet competitief genoeg was, verliet hij het team en de klasse en maakte hij het jaar af in het WK superbike op een Honda als wildcardcoureur naast Gregorio Lavilla. Hierin eindigde hij vijf keer als vijftiende.
In 2009 keerde Walker terug in het Brits kampioenschap superbike op een Yamaha. Hij behaalde twee podiumplaatsen op Donington en Mallory Park en werd met 141 punten negende in het klassement. In 2010 zou hij oorspronkelijk niet rijden nadat zijn contract niet verlengd werd, maar een week voor de eerste race kreeg hij een contract om op een Suzuki te rijden. Na twee weekenden kreeg hij een aanbieding om te rijden als vervanger van de geblesseerde Simon Andrews op een Kawasaki, waar hij op bleef rijden totdat Andrews weer fit was, om vervolgens terug te keren naar Suzuki. In de tweede seizoenshelft reed hij weer op een Honda. Zijn beste resultaten was een vijfde plaats op Mallory Park en hij werd met 130 punten tiende in het kampioenschap. In 2011 reed hij een volledig seizoen voor Kawasaki, waarvoor hij twee vijfde plaatsen op Brands Hatch als beste resultaten behaalde. Met 105 punten werd hij twaalfde in het klassement. In 2012 won hij een race op Oulton, maar stond hij in de rest van het seizoen niet op het podium. Hij werd met 138 punten negende in de rangschikking.

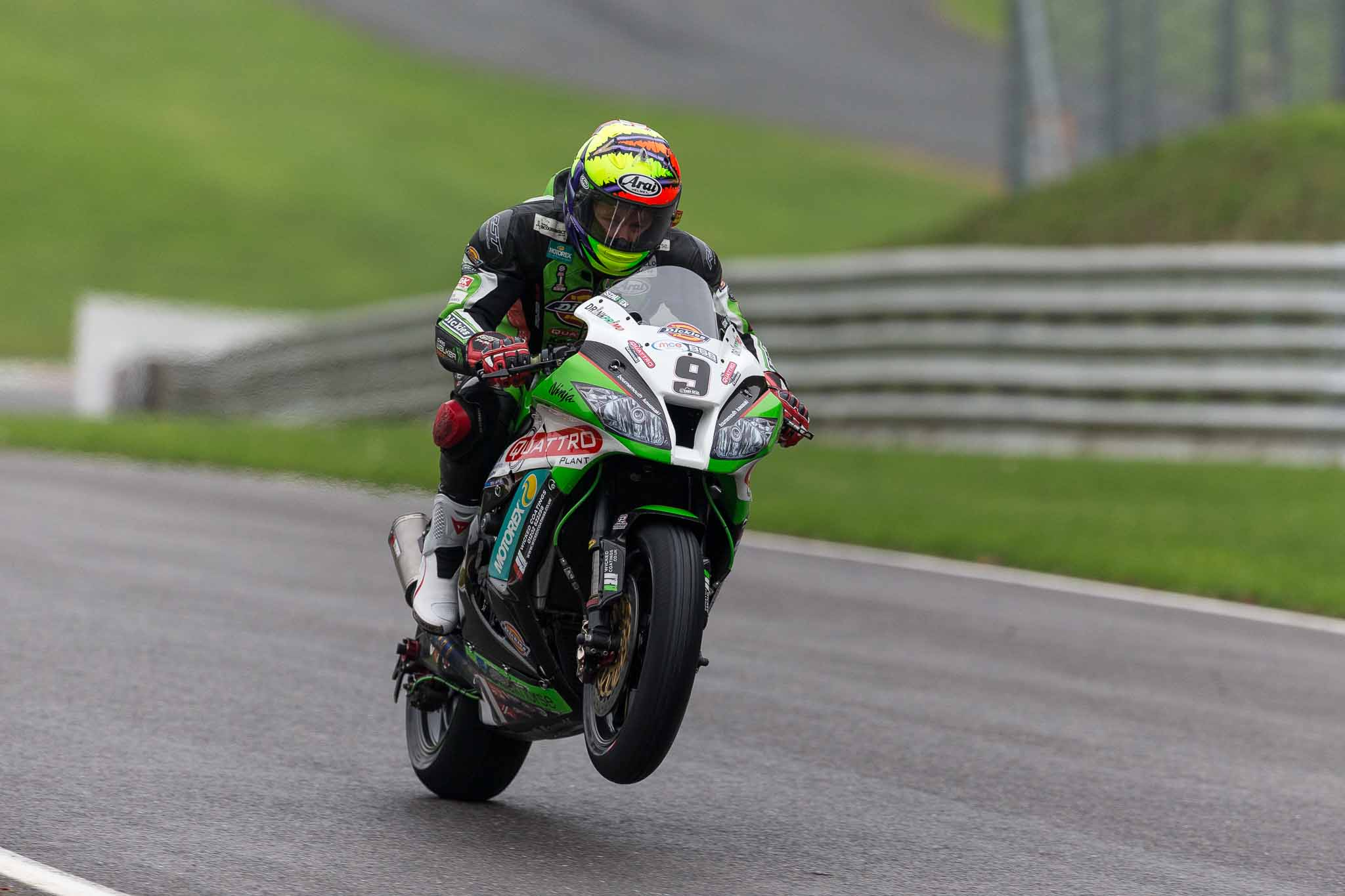
Chris Walker op Brands Hatch in 2013.

In 2013 behaalde Walker zijn beste klasseringen in het Brits kampioenschap superbike met vijfde plaatsen op Knockhill en Brands Hatch, waardoor hij met 168 punten tiende werd in het klassement. In 2014 behaalde hij drie podiumplaatsen op Brands Hatch, Knockhill en Cadwell Park. Zodoende werd hij met 525 punten zesde in de eindstand. In 2015 reed hij zijn laatste seizoen in de klasse, waarin een zesde plaats op Snetterton zijn beste resultaat was. Zijn team ging echter twee raceweekenden voor het eind van het seizoen failliet. Met 67 punten werd hij achttiende in het kampioenschap. Hierna stapte hij over naar de zijspanracerij en reed hij in het Brits kampioenschap zijspanracen.